# Hirschberg (Warstein)
Hirschberg ist ein Ortsteil der sauerländischen Stadt Warstein im Kreis Soest. Zum 31. Dezember 2024 hatte er 1.726 Einwohner.

## Geografie

### Nachbarorte
Hirschbergs direkte Nachbarorte, die zugleich der Stadt Warstein und dem Kreis Soest zugehörig sind, sind Allagen, Sichtigvor (beide nördliche Lage) und Warstein (östliche Lage). Südlich von Hirschberg liegt das dem Hochsauerlandkreis zugehörige Meschede.

### Klima
Hirschberg ist der gemäßigten Klimazone zuzuordnen. In Hirschberg fallen jährlich durchschnittlich über 1000 mm Regen, insbesondere ist mit überdurchschnittlichen Regenmengen in den Sommermonaten Juni und Juli sowie im Wintermonat Dezember zu rechnen. Aufgrund der Höhenlage Hirschbergs von 432 Metern sind daher im Winter regelmäßig moderate bis starke Schneefälle zu erwarten. 
|                   | Jan  | Feb  | Mär  | Apr  | Mai  | Jun   | Jul   | Aug  | Sep  | Okt  | Nov  | Dez   |   |         |
|                   |      |      |      |      |      |       |       |      |      |      |      |       |   |         |
| Niederschlag (mm) | 89,0 | 68,4 | 84,1 | 78,9 | 97,6 | 118,6 | 121,2 | 90,1 | 80,0 | 71,0 | 87,0 | 101,8 | Σ | 1.087,7 |

|  |

|  |

|  |

|  |

|  |

|  |

|  |

|  |

|  |

|  |

|  |

|  |

|  |

|  |

|  |

|  |

|  |

|  |

|  |

|  |

|  |

|  |

|  |

|  |

| N i e d e r s c h l a g | 89,0 | 68,4 | 84,1 | 78,9 | 97,6 | 118,6 | 121,2 | 90,1 | 80,0 | 71,0 | 87,0 | 101,8 |
|                         | Jan  | Feb  | Mär  | Apr  | Mai  | Jun   | Jul   | Aug  | Sep  | Okt  | Nov  | Dez   |

## Geschichte

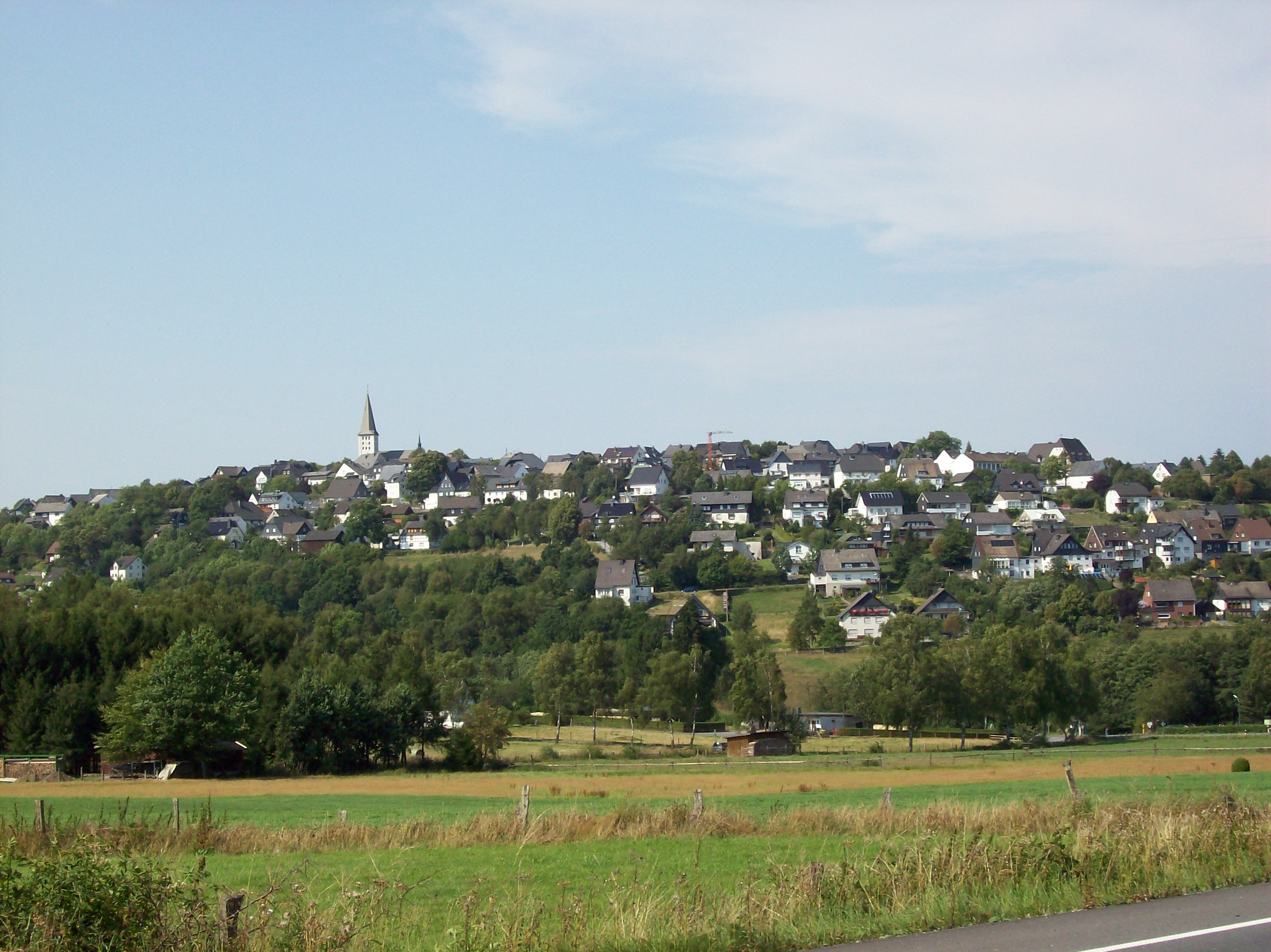
Blick auf Hirschberg

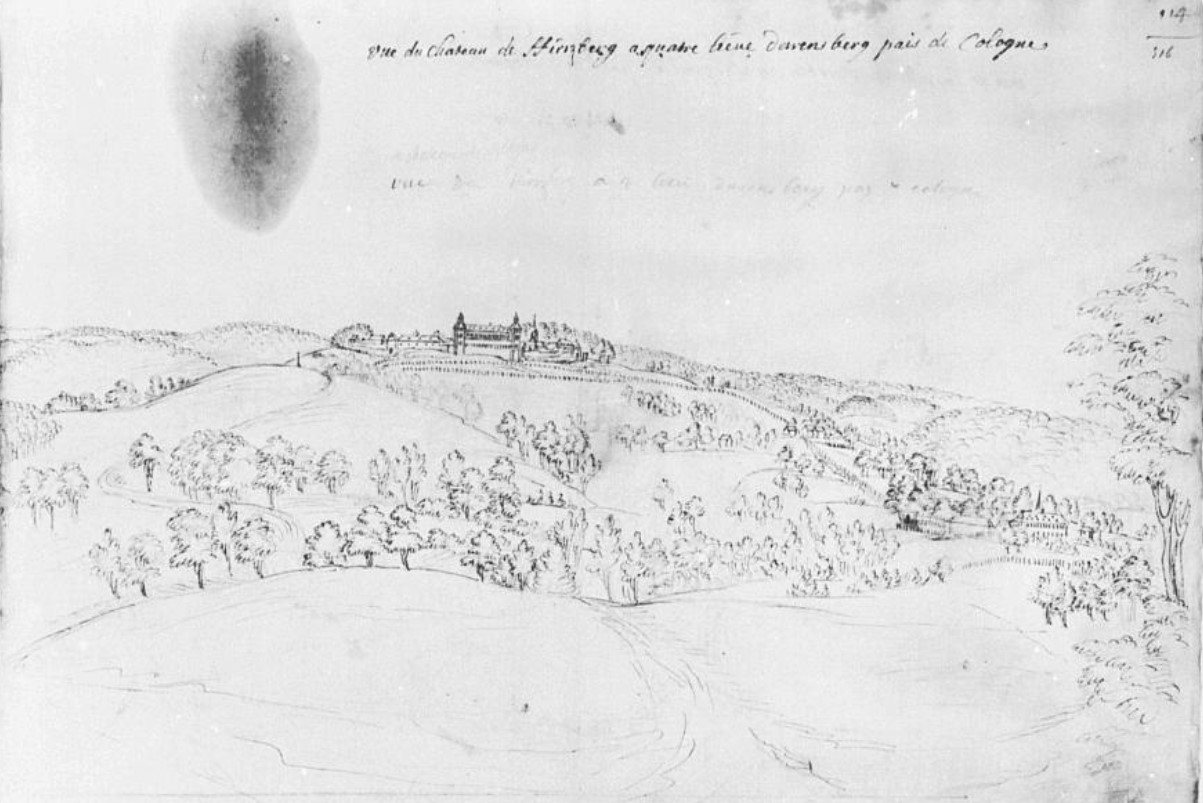
Blick auf Schloss Hirschberg durch Renier Roidkin

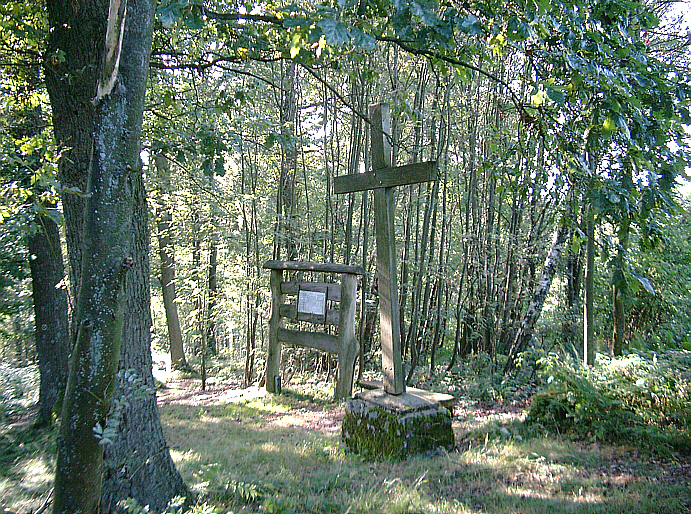
Gedenkkreuz für Opfer der Hexenverfolgungen in Warstein-Hirschberg

Die erste sicher fassbare Siedlung in der Umgebung Hirschbergs ist die Siedlung und spätere Klosterwüstung Odacker, ca. 1,5 km nordöstlich des heutigen Ortes Hirschberg. Diese wird in einer Kölner Notiz aus dem späten 12. Jahrhundert als Grenzpunkt zwischen dem von Köln gegen die Grafschaft Arnsberg beanspruchten Osterwald (dem östlichen Teil des heutigen Naturparks Arnsberger Wald) und dem westlichen Teil des Waldes, der unstrittig Arnsberg zusteht, genannt. Nach der Anlage der Stadt Hirschberg siedelte sich im Bereich Odacker ein kleines Nonnenkloster an.
Junggraf Wilhelm von Arnsberg erteilte Hirschberg am 26. Juli 1308 die Stadtrechte. Diese Stadtrechtsbewidmung wurde vom Erzbischof von Köln, der als Herzog von Westfalen das alleinige Befestigungsrecht hatte, bekämpft. In einem nicht mehr sicher datierbaren Schreiben forderte der Kölner Erzbischof Heinrich von Virneburg seine Städte Soest, Brilon, Rüthen, Marsberg, Geseke, Warstein auf, gegen die begonnenen Befestigungen in Hirschberg und Bergheim (eine Arnsberger Fehlgründung, im Bereich des heutigen Niederbergheim zu suchen) vorzugehen. Offensichtlich hatte diese Intervention Erfolg. Der Aufbau einer befestigten Stadt auf dem Hirschberger Stadtberg unterblieb. Erst dem letzten der Arnsberger Grafen – Gottfried IV. – gelang die Befestigung Hirschbergs. Er handelte mit dem Kölner Erzbischof Walram von Jülich einen Vertrag aus, der einerseits ihm die Befestigung Hirschbergs gestattete, andererseits aber die Stadt Hirschberg dem Kölner Erzbischof zu Lehen auftrug.
In dieser Spätphase der Arnsberger Grafschaft achtete Graf Gottfried IV. allein auf die wirtschaftliche und infrastrukturelle Bedeutung. Strategische Bedeutung und militärische Stärke konnte die neue Stadt Hirschberg nicht mehr ausstrahlen. Nur deshalb genehmigte Walram von Jülich die Befestigung. Erst 1340 wurde die Stadtbefestigung durch eine neue Stadtburg und eine Stadtmauer mit Wall und Graben erweitert. Außerdem wurde eine neue Burgkapelle geweiht. 1350 wurde die St.-Christophorus-Kirche fertiggestellt. 1368 verkaufte der Arnsberger Herrscher die gesamte Grafschaft an das Erzbistum Köln. In den nächsten Jahrzehnten wurde die Stadtburg zu einem Jagdschloss erweitert. 1403 oder 1404 trat Hirschberg der Hanse bei. 1442 wurde ein Stadtsiegel genehmigt. An der Seite Kölns kämpfte Hirschberg zwischen 1444 und 1449 bei der Soester Fehde und wurde in dieser Zeit zweimal geplündert. 1583 wurde Kloster Odacker zum ersten Mal niedergebrannt. 1584 übernahm Ernst von Bayern die Herrschaft. Er stationierte das oberste westfälische Jagd- und Forstamt in Hirschberg. Auch dieser Ort blieb von einem Stadtbrand nicht verschont, 1597 brannten große Teile der Stadt nieder. Im Dreißigjährigen Krieg wurde das Kloster Odacker erneut komplett zerstört. 1633 wurde auch der Ortskern zerstört; sowohl das Jagdschloss als auch die Kirche überstanden das Jahr nicht. 1648 begann der Wiederaufbau des Klosters. Wenige Jahre später wurden auch das Jagdschloss und eine Kapelle wieder errichtet. 1778 kam es zu einem zweiten Stadtbrand; 1788 stand der Ort erneut zu großen Teilen in Flammen.
Ab 1802 gehörte Hirschberg zur Landgrafschaft Hessen-Darmstadt. Zwei Jahre später wurde das Kloster aufgegeben; das Grundstück wurde an Hirschberger Bürger verkauft. Weitere drei Jahre danach, 1807, verlor Hirschberg die Stadtrechte wieder. Damals wurde es dem „Justizamt Belecke“ unterstellt. In den Jahren 1810 und 1811 wurde das Schloss bis auf den nördlichen Flügel niedergerissen. Ab 1816 gehörte Hirschberg zur preußischen Provinz Westfalen, dem Regierungsbezirk Arnsberg und dem Kreis Soest (ab 1823 Kreis Arnsberg). Bis Ende 1974 war es dann eine eigenständige Gemeinde im Kreis Arnsberg. Am 1. Januar 1975 wurde Hirschberg durch § 49 Münster/Hamm-Gesetz ein Ortsteil von Warstein und kam damit nach 159 Jahren wieder zum Kreis Soest.

### Hexenverfolgungen in Hirschberg
In dem kleinen Ort Hirschberg fanden drei Phasen von Hexenverfolgungen statt: 1595 wurden mehrere Männer und Frauen wegen Hexerei hingerichtet. Von 1616 bis 1617 wurden 13 Personen als Hexen angeklagt. 1616 leitete der berüchtigte Hexenrichter Heinrich von Schultheiß die Hexenprozesse in dem Städtchen Hirschberg.
1617 wurde Steffen von Niederbergheim Opfer der Hexenverfolgung.
1628 bis 1629 fanden 12 Menschen in Hexenprozessen den Tod. In dieser Zeit war Pfarrer Michael Stappert hier tätig. An sein Wirken erinnert ein Denkmal in der Stadt Rüthen.
Diese Prozesse sind in dem Werk Hochnötige Unterthanige Wemütige Klage Der Frommen Unschültigen (1676) von Hermann Löher beschrieben. Darin enthalten ist die Schrift von Michael Stappert zu den Hexenprozessen.
1986 wurde an der ehemaligen Hinrichtungsstätte an der Straße Christoffelsberg in der „Eskelle“, einem Waldstück am Ortsrand, ein Gedenkkreuz für die gefolterten Frauen und Männer der Hexenverfolgungen mit Texttafeln zu den Hexenprozessen errichtet.

### Einwohnerentwicklung
Vom Ende des 19. Jahrhunderts bis zum Ende des 20. Jahrhunderts hat sich die Einwohnerzahl Hirschbergs kontinuierlich vergrößert. In den Nachkriegsjahrzehnten nahm die Einwohnerzahl in Hirschberg stärker zu und überschritt um 1990 die Marke von 2000 Einwohnern. Seit Anfang des 21. Jahrhunderts nimmt die Bevölkerungsanzahl kontinuierlich ab und liegt seit 2015 bei 1702 Einwohnern.
| Jahr            | Einwohner |
| --------------- | --------- |
| 1961 (6. Juni)  | 1.620     |
| 1970 (27. Mai)  | 1.774     |
| 1974 (30. Juni) | 1.766     |
| 1986 (1. Jan.)  | 1.960     |
| 1990 (1. Jan.)  | 2.002     |
| 1995 (1. Jan.)  | 2.099     |
| 2000 (1. Okt.)  | 2.054     |

| Jahr           | Einwohner |
| -------------- | --------- |
| 2002 (1. Jan.) | 2.055     |
| 2007 (1. Jan.) | 1.954     |
| 2011 (1. Jan.) | 1.803     |
| 2012 (1. Jan.) | 1.787     |
| 2015 (1. Jan.) | 1.702     |
| 2020 (1. Jan.) | 1.703     |

## Sehenswürdigkeiten

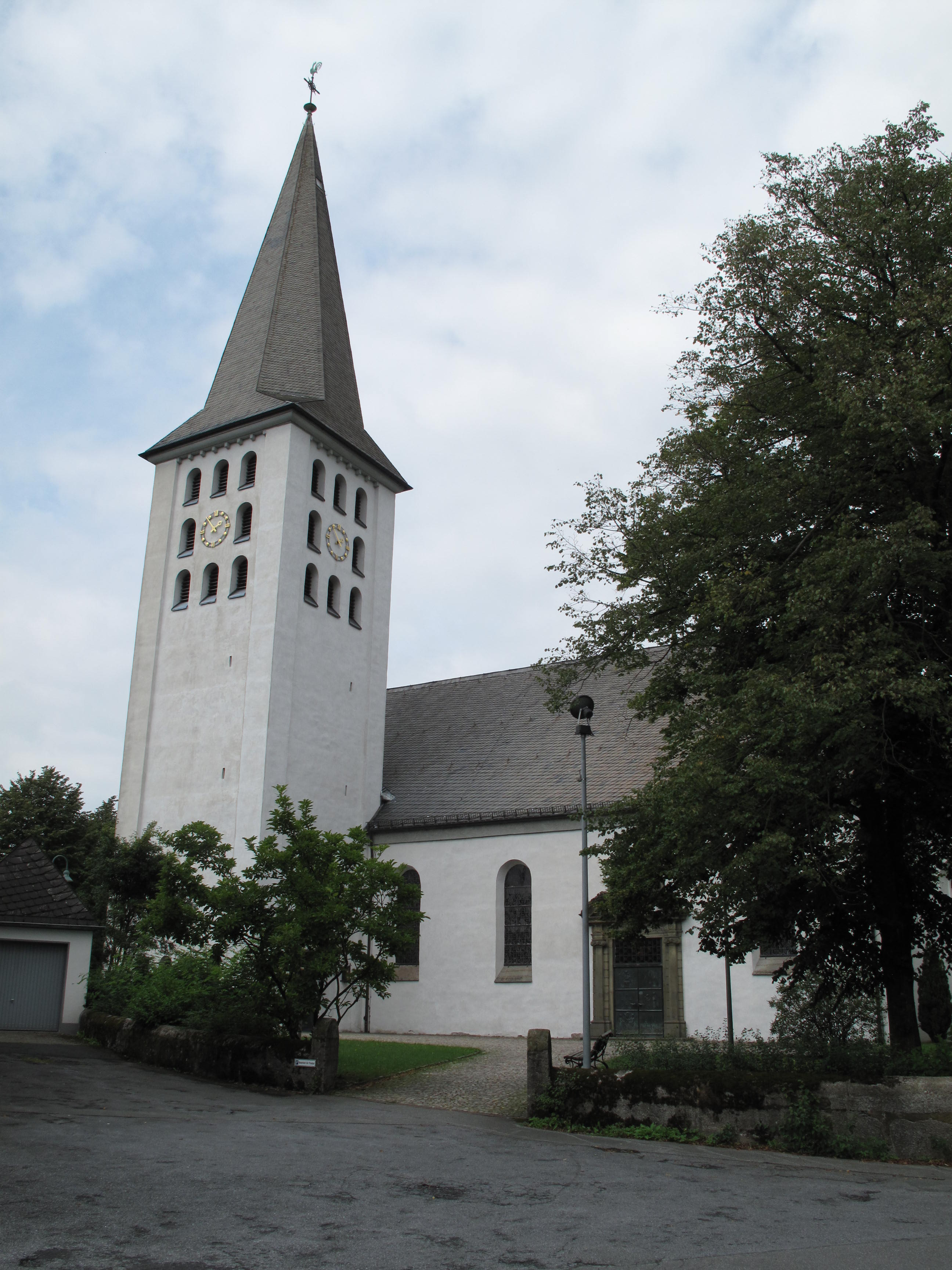
Hirschberg, Kirche

Der von Fachwerkhäusern (davon ca. 30 mit Hausinschrift) geprägte Ort wurde mehrfach beim Wettbewerb „Unser Dorf soll schöner werden“ ausgezeichnet.
- Christophoruskirche: Der Chorraum und das erste Gewölbejoch stammen aus dem 14. Jahrhundert. Das Südportal wurde 1708 errichtet. Nach einem fast kompletten Abbruch wurde 1956 eine größere Kirche mit Turm im Süden eingeweiht. Der Tabernakelaltar stammt aus dem 18. Jahrhundert.
- Pfarrhaus: Die äußere Form eines Pfarrhauses mit Wohn und Landwirtschaftsteil ist bis heute erhalten. Großes Deelentor (Querdeele) mit lateinischer Inschrift.
- Bilsteinhöhle: Die Bilsteinhöhle mit dem benachbarten Wildpark liegt zwischen Hirschberg und Warstein.
- Gedenkkreuz für Opfer der Hexenverfolgungen in der Eskelle, 1986 an der ehemaligen Hinrichtungsstätte errichtet[5][6]
- Marstall, der Pferdestall des ehemaligen Hirscherger Schlosses
- Kohlenmeilergelände mit Schaumeiler, Köhlerhütte und Informationstafel zum Thema „Köhlerhandwerk im Sauerland“

## Persönlichkeiten
- Wilhelm Hoff (1851–1940), Organisator des preußischen Eisenbahnwesens und Minister für öffentliche Arbeiten
- Ernst Assmann (1903–1979), Forstwissenschaftler
- Horst Langer (* 1939), Tischtennisspieler